# Rahan (képregénysorozat)
A Rahan (eredeti cím: Rahan, fils des âges farouches) című francia képregénysorozat egy újkőkorszaki ember kalandjait meséli el. Számos része van, ezek között igen híresek is létrejöttek.
Írója Roger Lécureux, illusztrátora André Chéret. Első ízben a Pif Gadget magazin első számában jelent meg, 1969-ben
Roger Lécureux 1999-es halála után a sorozatot fia, Jean-François Lécureux folytatta 2010-ig.

## Rahan, a főszereplő
Rahan egy újkőkori ember, illetve a történet elején még csecsemő, aki a törzsét elpusztító vulkánkitörés után egyedül marad, de egy felnőtt férfi, Crao befogadja és fiaként neveli.
Rahan fiatal férfiként egyedül bolyong a világban, ahol rengeteg kihívással találkozik, ami egy-egy történet elején kezdődik, majd a történet jól végződik, és Rahan továbbhalad az ismeretlen felé. Jellemző a történetekre, hogy Rahan más, akár ellenségesen viselkedőkkel szemben önfeláldozó módon segítőkész, gyakran a saját testi épsége veszélyeztetésével (ugyanígy sebesült, vagy más módon bajba jutott vadállatokon is segít).
Rahan külsőleg europid vonásokkal rendelkezik, igen izmos, haja hosszú, szőke. Nyakában barlangi medve agyarából készült nyakláncot hord, amit nevelőapjától kapott.
Rahan jellemzője a kíváncsiság és a tudományos megközelítés: szeret új dolgokat felfedezni, kipróbálni, és azokat valami hasznos cél érdekében alkalmazni.
A több mint 100 önálló történet során Rahan mitikus alakká válik; az alkotók általa mutatják be többek között a következő dolgok feltalálását, illetve felfedezését: hajítógép, halászháló, horog a horgászathoz, horgászbot, optikai lencse a látás javításához, vízcsatorna a termesztett növények öntözéséhez, bőrből készült szárnyakkal való siklórepülés, konkáv lencsével a Nap sugarainak összegyűjtése egy pontba (amivel tüzet lehet gyújtani), stb.

## Híresebb részek
- A fejszék erdejében
- A folyó gyermekei
- A múlt őrei
- A Pókemberek fogságában
- A repülő csapda
- A Totemfa Szelleme
- A Vadak Ura
- A Vizek démona
- Az árnyak útján
- Rahan legnagyobb győzelme
- Rahan tüzet csihol
- Harc az óriáspolippal
- Ítél a törzs
- Küzdelem a horgascsőrűekkel
- Küzdelem egy vízcsepp miatt
- Medvepárbaj
- Menekülés a csapdából
- Miért nem támad a páncélbőrű?

## Megjelenése
A legtöbb részt Magyarországon a Kockás Magazin adta ki, ezen kívül az Alfa magazin és sok más lap közölte ezeket a képregényeket.